# Wallenia sylvestris
Wallenia sylvestris är en viveväxtart som beskrevs av Ignatz Urban. Wallenia sylvestris ingår i släktet Wallenia och familjen viveväxter. Inga underarter finns listade i Catalogue of Life.